# USS Salt Lake City (CA-25)
La USS Salt Lake City (CA-25) fu un incrociatore pesante della classe Pensacola, che ha combattuto per la United States Navy durante la seconda guerra mondiale. Nella storia della marineria statunitense, è stata la prima nave ad onorare con il nome la città di Salt Lake City nello Utah.

## Caratteristiche
Il Salt Lake City era la seconda unità della classe Pensacola di incrociatori pesanti. La classe fu progettata tenendo conto i limiti imposti dal trattato navale di Washington del febbraio 1922 (dislocamento massimo 10.000 tonnellate). Il Salt Lake City presentava una lunghezza fuori tutto di 178,52 metri, una larghezza massima di 19,89 metri, un pescaggio massimo 5,94 metri. Il dislocamento a vuoto, grazie alla rinuncia a pesanti corazzature, era di 9.097 tonnellate e la stazza lorda arrivava a 11.512 tonnellate. L'equipaggio era composto da 631 tra ufficiali e marinai.
L'apparato propulsore era formato da otto caldaie White-Forster, quattro turbine a ingranaggi a vapore Parsons e quattro alberi motore, forniva una potenza di 107.000 shp e la velocità massima era pari a 32,5 nodi (62 km/h). (autonomia: 10.000 miglia a 15 nodi). A mezzanave si trovavano due catapulte e quattro idrovolanti.
L'armamento primario consisteva in cannoni da 203 mm Mark 9 lunghi 55 calibri (L/55), distribuiti in due torrette trinate e due binate a prua e poppa; era completato da due impianti trinati di tubi lanciasiluri da 533 mm, fissati sul primo ponte in corrispondenza del fumaiolo prodiero. La difesa antiaerea a lungo raggio era garantita da una batteria di quattro cannoni da 127 mm L/25 su affusto singolo, quella a breve raggio da otto mitragliatrici pesanti M2 Browning da 12,7 mm. La dotazione antiaerea fu incrementata nel 1935, 1941, 1942 e 1945 con l'aggiunta di impianti singoli di cannoni Oerlikon da 20 mm L/70 e quadrinati di cannoni Bofors da 40 mm L/56.
La corazzatura aveva il seguente schema: la cintura variava tra i 76 mm (sale macchine) e i 100 mm (magazzini di munizioni prodieri); il ponte di coperta era spesso tra i 25 mm e i 44 mm (sopra i magazzini); le torrette presentavano corazzature spesse da un massimo di 64 mm a 19 mm; le barbette pure erano da 19 mm. La torre di comando disponeva di corazzature da 32 mm.

## Servizio operativo

### La battaglia di capo Speranza

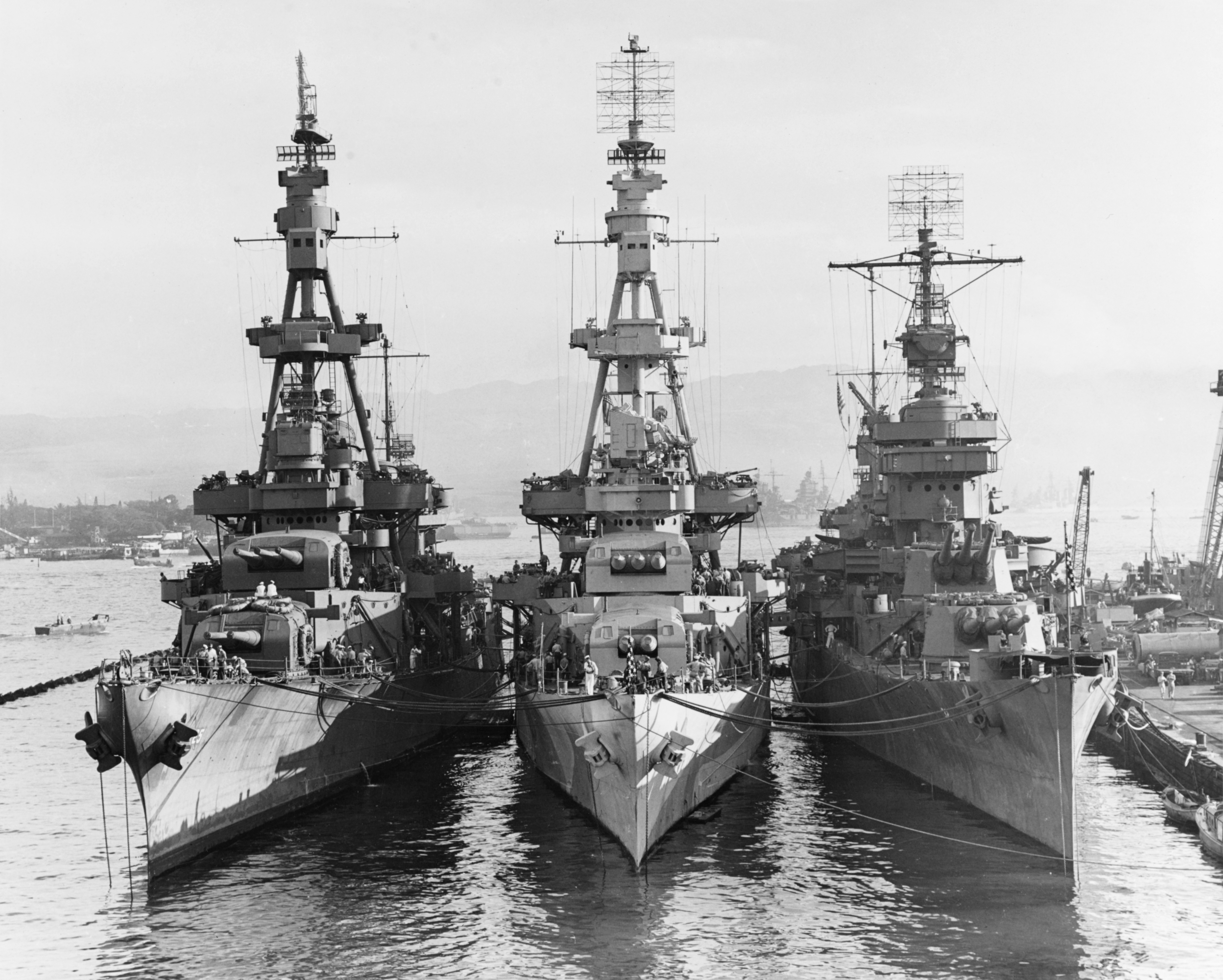
Il Salt Lake City, Il e il (da sinistra a destra) a Pearl Harbor nel 1943

La nave partecipò alla battaglia di Capo Speranza, conosciuta anche come "seconda battaglia dell'Isola di Savo" o, secondo le fonti giapponesi, "la battaglia navale dell'isola di Savo" (サボ島沖海戦?), si svolse l'11 e il 12 ottobre 1942 e può essere inquadrata nella guerra del Pacifico, svoltasi durante la seconda guerra mondiale e combattuta tra la Marina imperiale giapponese e la United States Navy. La battaglia fu, cronologicamente, la terza delle cinque battaglie più importanti della campagna di Guadalcanal e si svolse all'imbocco del canale dell'isola di Savo, nelle Isole Salomone. Il nome deriva da Capo Speranza, punto più settentrionale di Guadalcanal, nei cui pressi si svolse parte della battaglia.
La notte dell'11 ottobre, il viceammiraglio Gun'ichi Mikawa, comandante dell'VIII Flotta, inviò un convoglio di rinforzo, carico di rifornimenti, alla volta di Guadalcanal. Quest'ultimo era formato da due navi appoggio idrovolanti e sei cacciatorpediniere ed il suo comandante era il contrammiraglio Takatsugu Jōjima. Nel frattempo, in un'operazione distinta, tre incrociatori pesanti e due cacciatorpediniere comandati dal contrammiraglio Aritomo Gotō stavano per bombardare l'aeroporto degli Alleati su Guadalcanal (che gli Alleati chiamavano Henderson Field) con l'obiettivo di distruggere l'aeroporto e i suoi aerei.
Poco dopo la mezzanotte dell'11 ottobre, quattro incrociatori tra cui il Salt Lake City, e cinque cacciatorpediniere statunitensi comandati dal contrammiraglio Norman Scott, riuscirono ad intercettare la forza comandata da Gotō mentre si avvicinava all'Isola di Savo, sita nei pressi di Guadalcanal. Il Salt Lake City tentò di lanciare il suo idrovolante che però prese fuoco; il pilota riuscì a salvarsi e l'aereo venne buttato a mare, ma non prima che i giapponesi lo vedessero e scambiassero per un segnale amico dalla costa, iniziando la confusione che fu una caratteristica dell'intera battaglia. Scott colse di sorpresa i giapponesi e affondò con le sue navi da guerra un incrociatore; poco dopo, un cacciatorpediniere della sua flotta danneggiò pesantemente un altro incrociatore, sul quale era Gotō, che venne ferito mortalmente. Scott costrinse quindi le forze giapponesi alla ritirata.
In particolare il Salt Lake City dapprima partecipò alla salva iniziale delle navi statunitensi che misero a segno circa 40 colpi sull'incrociatore pesante Aoba, distruggendo due delle torri principali (armate di cannoni da 203mm) e la loro centrale di tiro. Gran parte dei proiettili di grosso calibro rotolarono sul ponte senza esplodere, ma bastò il loro peso a uccidere diversi uomini, compreso lo stesso ammiraglio Gotō, che, ferito, morì. In seguito la nave ingaggiò un furioso duello con l'incrociatore pesante giapponese Kinugasa, che subì gravi danni ma mise anche a segno alcuni colpi da 203mm; i colpi statunitensi causarono danni non molto gravi al Kinugasa, che arrecò invece gravi danni al Salt Lake City, soprattutto alla sala caldaie; l'incrociatore americano dovette perciò diminuire la propria velocità e cessare il combattimento. Alla fine la nave aveva incassato tre colpi pesanti da 203mm.

### La battaglia delle isole Komandorskie

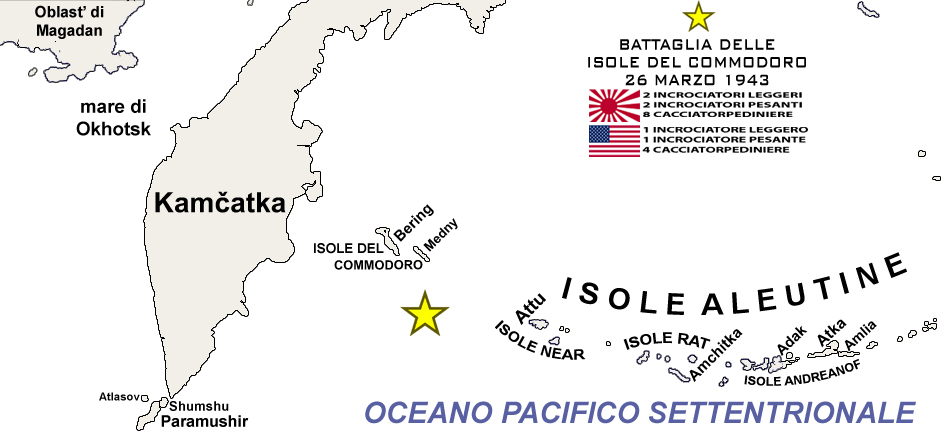
Mappa della battaglia

La mattina del 27 marzo, il convoglio giapponese fu intercettato dalla piccola squadra navale americana nelle acque a sud dell'arcipelago sovietico delle Isole del Commodoro, a circa 290 km a ovest di Attu e a 160 km a sud delle Isole del Commodoro; le navi del task group 16.6 (denominato Mike) erano disposte a distanza di sei miglia per sfruttare al meglio le capacità dei radar, in base agli ordini operativi dell'ammiraglio Kinkaid, e in rotta 40°;ad effettuare la scoperta furono il cacciatorpediniere Coghlan e il Richmond disposti come picchetto radar, che rilevarono le navi nipponiche; a loro volta ufficiali giapponesi sui trasporti avvistarono l'alberatura delle navi statunitensi e diedero l'allarme un minuto dopo. I giapponesi fecero allontanare i trasporti scortati dal cacciatorpediniere Usugumo e lo scontro, noto come battaglia delle isole Komandorski, cominciò con gli statunitensi disposti in linea di fila singola diretti per 330°, e i giapponesi inizialmente di controbordo su due file, con gli incrociatori pesanti ed uno leggero più vicini agli avversari a circa 9000m ed i cacciatorpediniere e l'altro incrociatore leggero su un'altra linea parallela ed arretrata. Alle 8.40 un proiettile del Richmond centrò il Nachi provocando un incendio seguiti verso le 9.00 da altri che lo danneggiarono gravemente. I giapponesi lanciarono due aerei per controllare il tiro degli incrociatori e a questo punto entrambe le formazioni facevano rotta a nord-est, con i giapponesi passati a sud degli statunitensi ed entrambe le formazioni aumentavano la velocità a oltre 25 nodi. Un aereo venne colpito dal tiro contraereo di Salt Lake City, Bailey e Coghlan e sparì lasciando una scia di fumo.
Tuttavia la nave ammiraglia della flotta giapponese tornò presto in condizioni di combattere e mezz'ora dopo concentrò il suo fuoco contro l'incrociatore pesante Salt Lake City, che manovrò per evitare i colpi. Dapprima colpito al timone che rimase bloccato mentre la nave andava a 28 nodi. Contemporaneamente i cacciatorpediniere Bailey e Coghlan emettevano una cortina fumogena per proteggere l'incrociatore che dirigeva per 240°. Subito dopo i cacciatorpediniere Dale e Monaghan stesero un'altra cortina fumogena, ed insieme agli altri due caccia attaccò un incrociatore leggero giapponese che si era distaccato dal gruppo. Il Salt Lake City incassò dapprima un colpo da 203mm che distrusse la catapulta di destra e incendiò l'aereo, che venne buttato in mare. Il gruppo fece rotta per 180° e l'incrociatore incassò un altro colpo da 203mm dal Maya che non penetrò ma causò vari danni indiretti, scendendo a 20 nodi di velocità a causa di un'avaria alle tubature di vapore di un motore, mentre i due caccia Coghlan e Bailey attaccavano il Nachi e il Maya senza esito, riunendosi poi alla formazione.
Alle 10.10 il Salt Lake City fu ancora colpito da un proiettile di grosso calibro che provocò un grosso incendio a bordo e l'arresto della nave. Mentre gli incrociatori giapponesi si lanciavano verso la nave statunitense per darle il colpo di grazia, con un'azione ardita i cacciatorpediniere statunitensi Bailey, Coghlan e Monaghan si lanciarono a loro volta sulla formazione nipponica inducendola a desistere dall'azione mentre il Dale rimase a protezione dell'incrociatore danneggiato e fermo, che si preparò ad una estrema difesa. Il Bailey lanciò senza esito cinque siluri e venne inquadrato da varie salve che colorarono l'acqua di verde e blu (i giapponesi usavano proiettili con vernici a colori diversi per poter attribuire i colpi tra navi diverse) ed infine colpito gravemente da vari colpi compreso uno da 203mm che provocò quattro morti ed altrettanti feriti gravi, mentre gli altri due non riuscivano a portarsi in posizione di lancio. Il Salt Lake City nel frattempo era riuscito a ripartire anche se solo a 15 nodi sparando l'ultima salva della battaglia ed i caccia si erano riuniti alla formazione mentre il Richmond rimaneva pronto a schermare le altre navi.
Preoccupato dal consumo di nafta e dal timore che consistenti forze nemiche, (anche aeree considerando la vicinanza dell'isola di Amchitka occupata dagli statunitensi) potessero arrivare a sostegno della formazione di McMorris, il viceammiraglio Hosogaya interruppe lo scontro e si ritirò.
Intanto le navi cargo giapponesi avevano già invertito la rotta al principio della battaglia: era l'ultimo convoglio di superficie che si era avventurato in quelle acque. Da allora in poi i convogli nipponici furono unicamente composti da sommergibili.
Per contro la formazione statunitense si ritirava col Salt Lake City e il Bailey pesantemente danneggiati; il secondo aveva radio e giroscopi danneggiati, così come i cannoni antiaerei Bofors da 40mm ed una sala motori fuori uso con le pompe che a mala pena riuscivano a contrastare le numerose falle ed il timone a comando manuale per mancanza di energia elettrica; il primo invece aveva sparato 806 proiettili perforanti esaurendone la scorta e poi 26 di esplosivo ad alto potenziale, aveva la sala motori posteriore allagata e i giroscopi fuori uso per cui poteva solo seguire la rotta del resto della formazione, ma aveva sostenuto il confronto con due incrociatori pesanti obbligandoli a mantenersi a distanza, mentre il Richmond aveva sparato solo 271 proiettili da 150mm.

## Riconoscimenti
La nave fu insignita di undici battle star per il suo servizio durante la guerra, ed in particolare la Navy Commendation per la sua azione delle Aleutine.